# Тоничност
Тоничността (от старогръцки: τόνος – „напрежение“) е мярка за градиента на осмотичното налягане, т.е. за разликата във водния потенциал на два разтвора, разделени от полупропусклива мембрана. Това понятие обикновено се използва по отношение на разтворите около клетките. Осмотичното налягане и тоничността могат да бъдат повлияни само от разтвори на вещества, които не проникват през мембраната (електролити, протеини и др.). Разтворите, проникващи през мембраната, имат еднаква концентрация от двете страни на мембраната и следователно не променят тоничността.

## Класификация
Има три варианта на тоничност: един разтвор по отношение на друг може да бъде изотоничен, хипертоничен и хипотоничен. Пример за хипотоничен разтвор е дестилираната вода.

### Изотонични разтвори
Изотонията е равенството на осмотичното налягане в течните среди и тъканите на тялото, което се осигурява чрез поддържане на осмотично еквивалентни концентрации на съдържащите се в тях вещества. Изотонията е една от най-важните физиологични константи на тялото, осигурена от механизмите на саморегулация. Изотоничен разтвор е разтвор, който има осмотично налягане, равно на вътреклетъчното. Клетка, потопена в изотоничен разтвор, е в равновесно състояние – водните молекули дифундират през клетъчната мембрана в равни количества навътре и навън, без да се натрупват в или губят от клетката. Отклонението на осмотичното налягане от нормалното физиологично ниво води до нарушаване на метаболитните процеси между кръвта, тъканната течност и клетките на тялото. Силно отклонение може да наруши структурата и целостта на клетъчните мембрани.
Изотоничен е например разтворът Рингер за венозно вливане. Той има еднакво осмотично налягане като кръвната плазма.

### Хипертонични разтвори
Хипертоничен е разтвор, който има по-голяма концентрация на веществата спрямо вътреклетъчната вода. При потапяне на клетка в хипертоничен разтвор настъпва нейната дехидратация – излиза вътреклетъчна вода, което води до изсушаване и набръчкване на клетката. Хипертоничните разтвори се използват в осмотерапията за лечение на хеморадичен мозъчен инсулт.

### Хипотонични разтвори
Хипотоничен е разтвор, който има по-малко осмотично налягане по отношение на друг, т.е. който има по-малка концентрация на веществата, не проникващи през мембраната. При потапяне на клетка в хипотоничен разтвор настъпва осмотично проникване на вода в клетката с развитие на нейната хиперхидратация – набъбване с последваща цитолиза. Растителните клетки при такава ситуация не винаги се повреждат; при потапянето на такава клетка в хипотоничен разтвор тя повишава тургорното налягане и възстановява нормалното си функциониране.

## Въздействие върху клетките
- Епидермални клетки на традесканция в нормално състояние и при плазмолиза

При клетките на животни хипертоничата среда кара водата да излиза от клетката, причинявайки клетъчно свиване. В растителните клетки ефектите на хипертоничните разтвори са по-драматични. Гъвкавата клетъчна мембрана се отделя от клетъчната стена, но остава прикрепена към нея в областта на плазмодесмите – цитоплазмените мостчета, съединяващи съседните растителни клетки. Развива се плазмолиза – клетките придобиват вид на „игла“, плазмодесмити практически престават да функционират поради свиването.
Някои организми имат специфични механизми за преодоляване на хипертоничността на околната среда. Например риби, живеещи в хипертоничен физиологичен разтвор, поддържат вътреклетъчното осмотично налягане чрез активно отделяне на излишната сол, която са поели. Този процес се нарича осморегулация.
В хипотонична среда животинските клетки набъбват до точката на разкъсване (цитолиза). При сладководните риби, за да се премахне излишната вода, те непрекъснато уринират. Растителните клетки добре се съпротивляват на въздействието на хипотоничните разтвори благодарение на здравата клетъчна стена, осигуряваща ефективна осмотична концентрация.
Някои лекарства за интрамускулно приложение за предпочитане е да се прилагат под формата на леко хипотоничен разтвор, което им позволява да се абсорбират по-добре от тъканите.